# Freddie Bartholomew
Frederick Cecil Bartholomew (Londres, 28 de março de 1924 - Sarasota, 23 de janeiro de 1992) foi um ator britânico-estadunidense. Considerado um dos atores infantis mais famosos de todos os tempos, ele se tornou muito popular nos filmes de Hollywood dos anos 1930 e início dos anos 1940.

## Morte
Bartholomew morreu de insuficiência cardíaca em Sarasota, Flórida, em janeiro de 1992, aos 67 anos.

## Filmografia
- Toyland (1930, Curta-metragem)
- Fascination (1931) – Criança
- Lily Christine (1932) – Criança (Sem crédito)
- Strip! Strip! Hooray!!! (1932, Curta-metragem) – Menino (Sem crédito)
- David Copperfield (1935) – David Copperfield quando menino
- Anna Karenina (1935) – Sergei
- Professional Soldier (1935) – King Peter II
- Little Lord Fauntleroy (1936) – Cedric "Ceddie" Errol, Lorde Fauntleroy
- The Devil is a Sissy (1936) – Claude
- Lloyd's of London (1936) – Jonathan Blake quando menino
- Captains Courageous (1937) – Harvey Cheyne
- Kidnapped (1938) – David Balfour
- Lord Jeff (1938) – Geoffrey Braemer
- Listen, Darling (1938) – 'Buzz' Mitchell
- The Spirit of Culver (1939) – Bob Randolph
- Two Bright Boys (1939) – David Harrington
- Swiss Family Robinson (1940) – Jack Robinson
- Tom Brown's School Days (1940) – Ned East
- Naval Academy (1941) – Steve Kendall
- Cadets on Parade (1942) – Austin Shannon
- A Yank at Eton (1942) – Peter Carlton
- Junior Army (1942) – Freddie Hewlett
- The Town Went Wild (1944) – David Conway
- Sepia Cinderella (1947) – Ele mesmo
- St. Benny the Dip (1951) – Reverendo Wilbur